# Maurice Gilliams

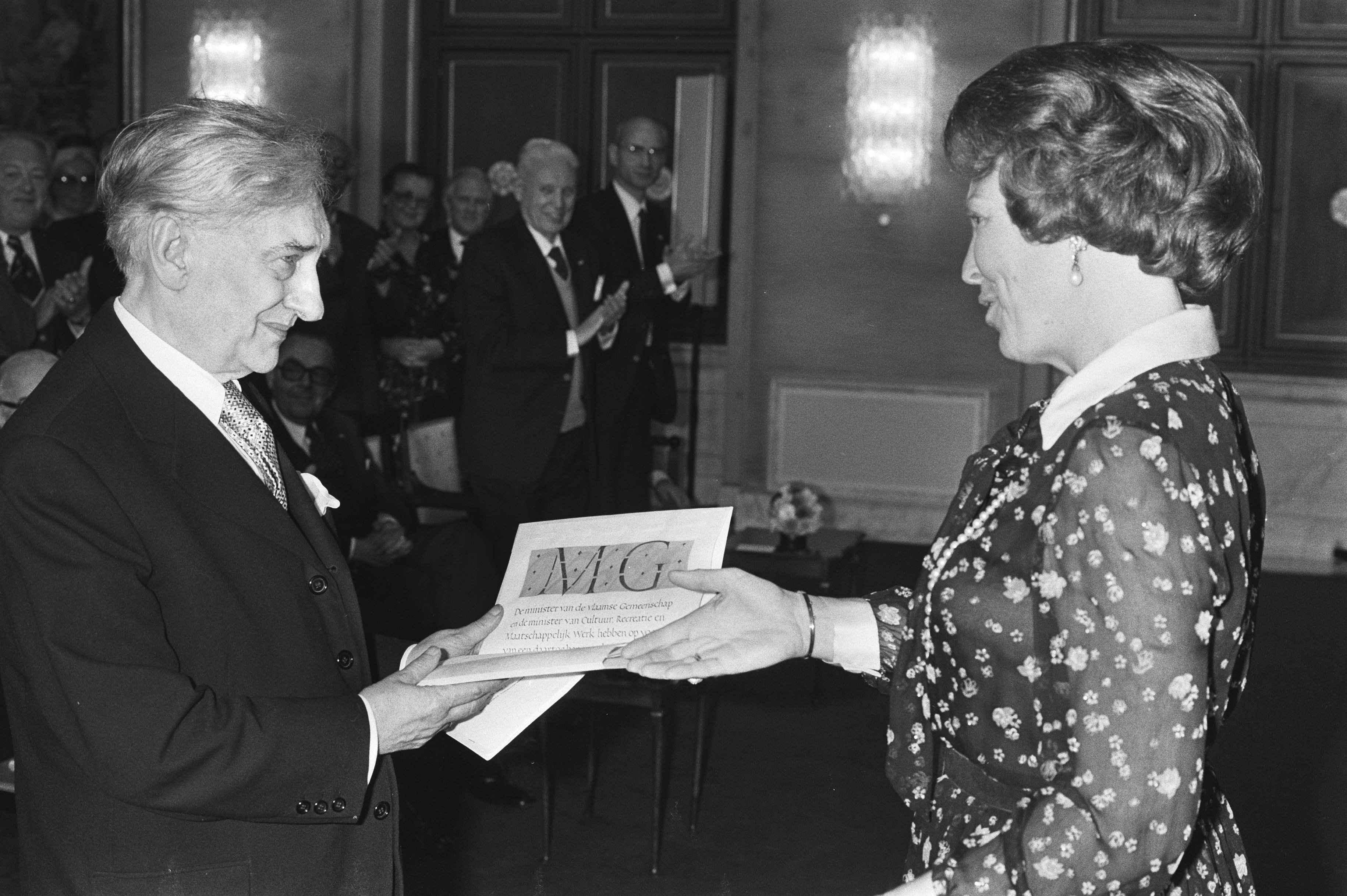
Gilliams krijgt de Prijs der Nederlandse Letteren uit handen van Koningin Beatrix (1980).

Maurice Guillaume Rosalie Gilliams (Antwerpen, 20 juli 1900 – aldaar, 18 oktober 1982) was een Belgisch (Vlaams) schrijver.

## Biografie
Gilliams, zoon van de drukker Frans Gilliams, leerde het vak van typograaf. Op zeventienjarige leeftijd debuteerde hij met gedichten en proza onder de naam Floris van Merckem, een pseudoniem dat hij later introk. In 1935 trouwde hij met Gabriëlle Baelemans. Zij leefden vrij vlug daarna gescheiden, maar een echtscheiding kon slechts plaatsvinden in 1976 door weerstand van Gabriëlle. Op 26 april 1976 hertrouwde hij met Maria Eliza Antonia de Raeymaekers.
Gilliams brak op 36-jarige leeftijd door met zijn sterk autobiografische roman Elias of het gevecht met de nachtegalen. Gilliams schreef altijd autobiografisch, meestal over zijn mislukte huwelijk en over zijn verloren jeugd. Hij schreef zowel gedichten als proza.
Het Maria-leven werd door Gilliams vriend, de Antwerpse componist Karel Candael, in 1943 gebruikt als basis voor een oratorium. In de jaren 90 van de 20ste eeuw werd het werk verfilmd door de toenmalige BRT.

## Postuum
Na zijn dood werd de Maurice Gilliamsprijs ingesteld. In de tuin van het Elzenveld in Antwerpen kreeg een standbeeld van hem van de hand van Rik Poot een plaats. Op de arduinen sokkel staat Gilliams' tekstregel De onrust schenkt vleugels aan de verbeelding, die in 2018 het motto werd van de roman De avond is ongemak van Lucas Rijneveld.
Het Letterenhuis beheert tevens een aantal schilderijen van zijn hand. De bibliotheek van Maurice Gilliams wordt bewaard in de Erfgoedbibliotheek Hendrik Conscience.

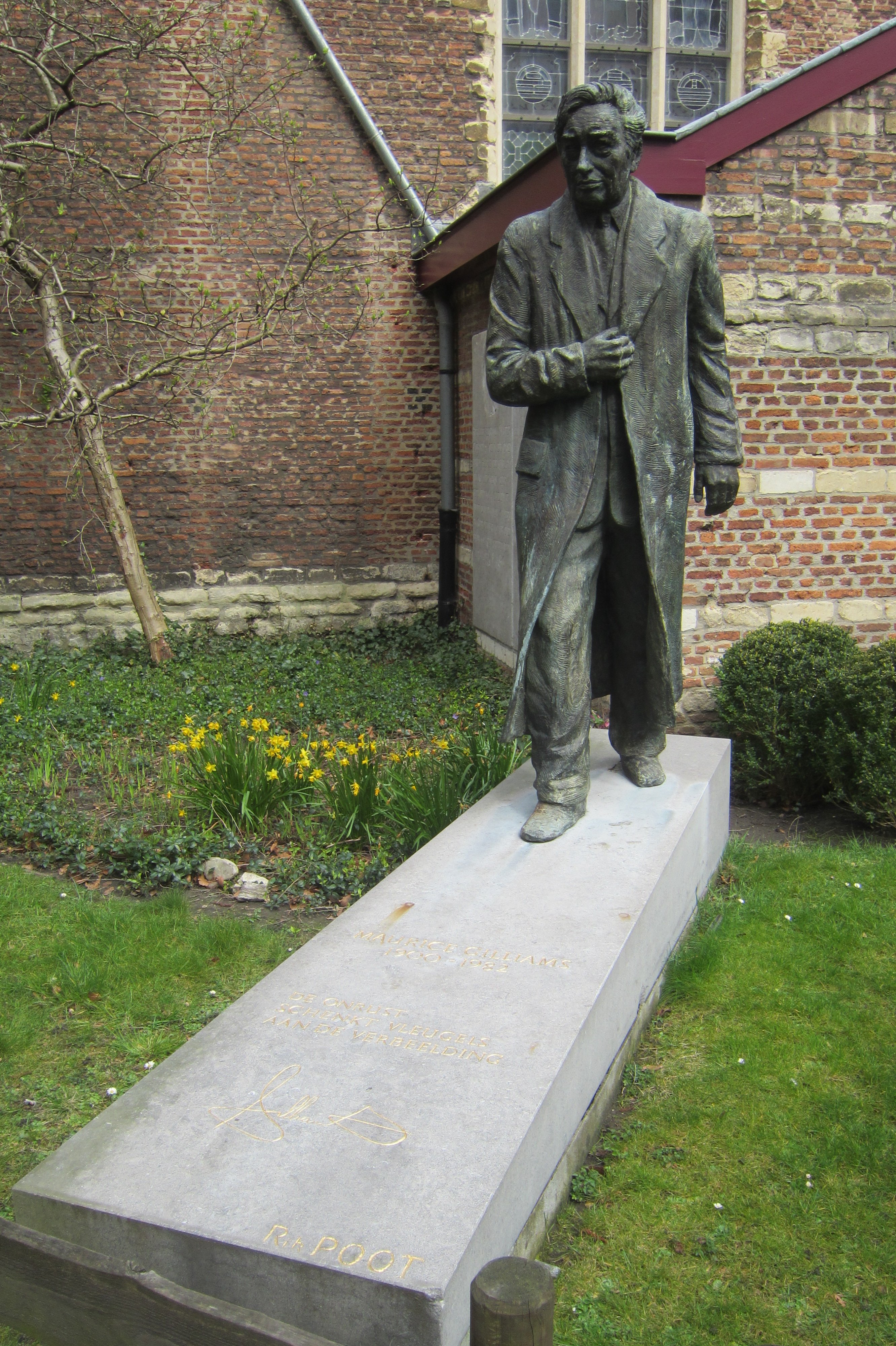
Beeld Maurice Gilliams met handtekening van Rik Poot
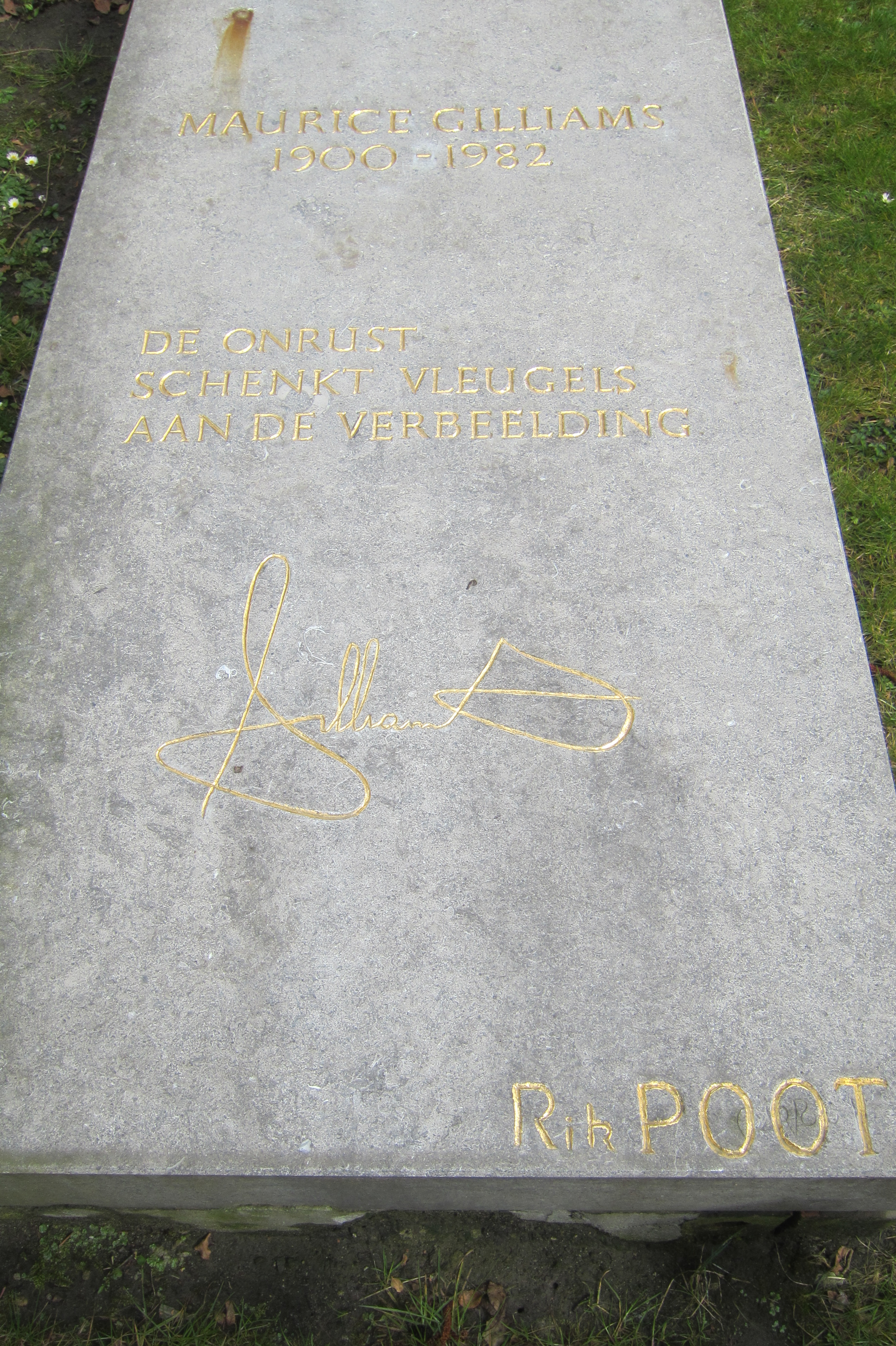
Detail sokkel met de tekst De onrust schenkt vleugels aan de verbeelding

## Prijzen
- 1969 - Constantijn Huygensprijs voor zijn gehele oeuvre
- 1972 - Driejaarlijkse Staatsprijs ter bekroning van een schrijversloopbaan.
- 1980 - benoemd tot doctor honoris causa aan de Universiteit van Gent
- 1980 - Prijs der Nederlandse Letteren